# Xã Spade, Quận Knox, Nebraska
Xã Spade (tiếng Anh: Spade Township) là một xã thuộc quận Knox, tiểu bang Nebraska, Hoa Kỳ. Năm 2010, dân số của xã này là 58 người.